# 竜済光
竜 済光（りょう さいこう）は、清末民初の軍人。民国初期に広東省を支配した軍人政治家（軍閥指導者）。北京政府・袁世凱を支持した。字は子誠（または、紫丞、子澄）。ハニ族（哈尼族）。

## 事跡

### 清末から辛亥革命まで
雲南省蒙自県のハニ族土司（逢春嶺・納更土司）の家庭に生まれる。成年になると、土司の家柄により、昆明で官位に就いた。光緒14年（1889年）、故郷に戻り、団練を組織している。
1904年（光緒30年）1月、広西省で発生した会党の大規模な蜂起が発生する。これを鎮圧するため、竜済光は両広総督岑春煊の動員に応じて広西入りした。竜は陸栄廷とともに会党鎮圧に貢献し、その軍功により、1905年（光緒31年）6月に署理広西右江道に任命された。
1907年（光緒33年）12月、孫文が鎮南関蜂起を起こすと、竜済光と陸栄廷はこれを鎮圧する。その軍功で、竜は署理広西提督に就任した。1911年（宣統3年）4月、竜は革命派鎮圧のため広東省へ異動する。
同年11月、広東で革命派が武昌起義に呼応して独立を図る。革命派は竜済光を副都督として取り込もうとしたが、竜は省独立を拒否した。しかし結局、胡漢民・陳炯明らが広東での蜂起に成功している。
中華民国成立とともに、竜済光はいったん綏靖処副経略に任命された。1913年（民国2年）、陳炯明らが第二革命（二次革命）を発動する。竜は袁世凱から広東鎮撫使に任命され、陳を駆逐して広東省の統治権を掌握した。同年8月、広東都督兼署民政長に正式に任命されている。1914年（民国3年）6月、振武上将軍督理広東軍務に任命された。

### 護国戦争での敗北
1915年（民国4年）、竜済光は袁世凱の皇帝即位を支持した。同年12月25日に勃発した護国戦争では、竜は積極的に護国軍討伐に動いた。翌民国5年1月28日には、袁世凱から「郡王」に封じられている。
しかし、3月15日に広西省の陸栄廷が独立を宣言し、さらにその1週間後の22日に袁世凱が皇帝即位の取消しを宣言する。これにより、竜済光は南方で孤立していくことになった。そして、護国軍の李烈鈞や陸栄廷の脅威に屈する形で、4月6日、竜もついに広東独立を宣言した。
6月6日に袁世凱が病死すると、その3日後に竜済光は独立を取り消して北京政府への忠誠を宣言した。しかし李烈鈞・陸栄廷の攻勢は続く。そして同年10月、陸栄廷軍が広州入りし、竜は海南島へ逃亡した。
1917年（民国6年）11月、竜済光は北京政府から両広巡閲使に任命される。竜は孫文の護法運動に反対し、広州の陸栄廷を攻撃した。しかし1918年（民国7年）3月、李烈鈞の討伐を受け、同年5月には竜済光は広東から駆逐される。そして北京へ逃げ込んだ。
その後、安徽派・段祺瑞の庇護を受ける形で、竜済光は天津で振武軍と呼ばれる軍を組織した。しかしこの軍も、1920年（民国9年）7月の安直戦争で壊滅してしまう。これにより、竜済光は政治的・軍事的影響力を完全に喪失した。
1925年（民国14年）3月12日、北京で死去。享年59。

## 人物
1916年、領事官補として広州在勤の石射猪太郎の記述によると、竜の印象について「いわゆる南蛮の一種たる玀々族出身とかで、怪異な相貌、就き刺す様な眼光、野趣横溢した五十がらみの巨漢であった。」

## 注
1. ↑  李期博主編『紅河哈尼族彝族自治州哈尼族辞典』、呉顕明「竜済光」による。孫代興「竜済光」は1866年生まれ、中国紅河網と徐友春主編『民国人物大辞典 増訂版』は1876年生まれとしている。
2. ↑  孫代興「竜済光」、呉顕明「竜済光」、徐友春主編『民国人物大辞典 増訂版』による。中国紅河網は同年3月9日とする。
3. ↑  李期博主編『紅河哈尼族彝族自治州哈尼族辞典』、孫代興「竜済光」、中国紅河網による。呉顕明「竜済光」と徐友春主編『民国人物大辞典 増訂版』はイー族（彝族）としている。
4. ↑  石射猪太郎『外交官の一生』（中公文庫、2015年）、pp.29-30